# Hành tinh hycean

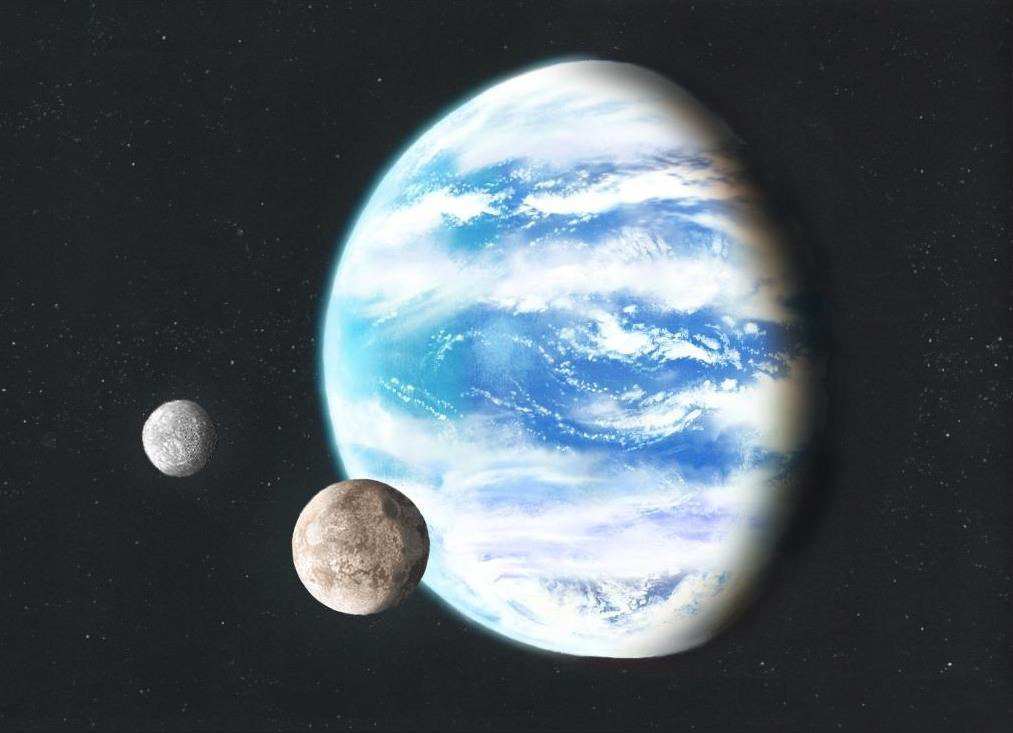
Minh hoạ về một hành tinh hycean giả thuyết với các vệ tinh tự nhiên quay quanh

Một hành tinh hycean - ghép từ chữ hydrogen (nghĩa là hiđrô) và ocean (đại dương) trong tiếng Anh , là giả thuyết về một loại hành tinh có thể sống được. Mô tả đó là một hành tinh đất đá nóng, bao bọc bởi nước với khí quyển giàu khí hiđrô có thể chứa đựng sự sống tiềm năng. Theo các nhà nghiên cứu, các hành tinh hycean dựa theo khối lượng riêng của hành tinh, có thể bao gồm các siêu Trái Đất đầy đá cũng như các Sao Hải Vương nhỏ (điển hình như K2-18 b và TOI-1231 b)  và do đó sẽ có nhiều loại hành tinh như dự đoán.
Các hành tinh hycean có thể "lớn hơn nhiều so với những nghiên cứu trước đây về các hành tinh có thể sống được, với bán kính lớn tới 2,6 lần bán kính Trái Đất (trước đây là 2,3 lần bán kính Trái Đất) và khối lượng nặng 10 lần khối lượng Trái Đất (trước đây là 5 lần khối lượng Trái Đất)". Và, vùng Goldilock của mỗi hành tinh có thể "còn rộng hơn nhiều so với vùng Goldilock của các hành tinh đất đá". Nhiệt độ cân bằng của các hành tinh có thể nóng khoảng 500 K (227 °C) đối với các sao lùn kiểu M.
Hơn thế nữa, các hành tinh bị khoá thủy triều có thể là các hành tinh "Hycean tối" (những điều kiện sống nằm bên trong mặt tối), hoặc các hành tinh "Hycean lạnh" (khi không được chiếu sáng nhiều). Các hành tinh hycean có thể sớm được nghiên cứu các khí đặc trưng sinh học bằng những kính thiên văn trên mặt đất, như Kính viễn vọng không gian James Webb (JWST) được phóng năm 2021.

## Lịch sử
Khái niệm về một hành tinh hycean lần đầu được đưa ra vào tháng 8 năm 2021 bởi các nhà thiên văn học tại Viện Thiên văn học của Đại học Cambridge, dựa trên các nghiên cứu liên quan đến bầu khí quyển, mật độ và các đặc trưng có liên quan (như khối lượng, bán kính và nhiệt độ) của hành tinh, bao gồm khả năng sinh sống trên hành tinh cũng như vùng Goldilock quanh các ngôi sao chủ và khả năng phát hiện các đặc trưng sinh học trong các hành tinh như vậy.